# Драконтомелон
Драконтомелон (лат. Dracontomelon) — род древесных растений семейства Анакардиевые (Anacardiaceae). Ареал рода охватывает многие страны тропической Азии, а также часть Океании. Около десяти видов. Плоды некоторых видов съедобны.

## Таксономия, название
Первое действительное описание рода было опубликовано немецко-голландским ботаником Карлом Людвигом Блюме в 1850 году в 15-й части первого тома издания Museum Botanicum Lugduno-Batavum sive stirpium Exoticarum, Novarum vel Minus Cognitarum ex Vivis aut Siccis Brevis Expositio et Descriptio (том выходил в Лейдене частями с 1849 по 1851 год). Помимо рода, Блюме в этом издании впервые описал четыре вида драконтомелона: Dracontomelon mangiferum, Dracontomelon sylvestre (сейчас оба эти названия входят в синонимику вида Dracontomelon dao), Dracontomelon cuspidatum (сейчас это Dacryodes rostrata) и Dracontomelon costatum.
Название, которое Блюме дал новому роду, происходит от греческих слов drakon («дракон», родительный падеж drakontos) и melon («яблоко»). В протологе он указал, что «драконовым яблоком» некоторые растения этого рода называют местные жители-малайцы; кроме того, Блюме указал, что такое же название по отношению к этим растениям использовал голландский натуралист Георг Румф.

## Биологическое описание
Все представители рода — деревья. Для некоторых видов характерны досковидные корни — боковые корни, образующие примыкающие к стволу вертикальные выросты (иногда достигающие гигантских размеров — например, у Dracontomelon dao).

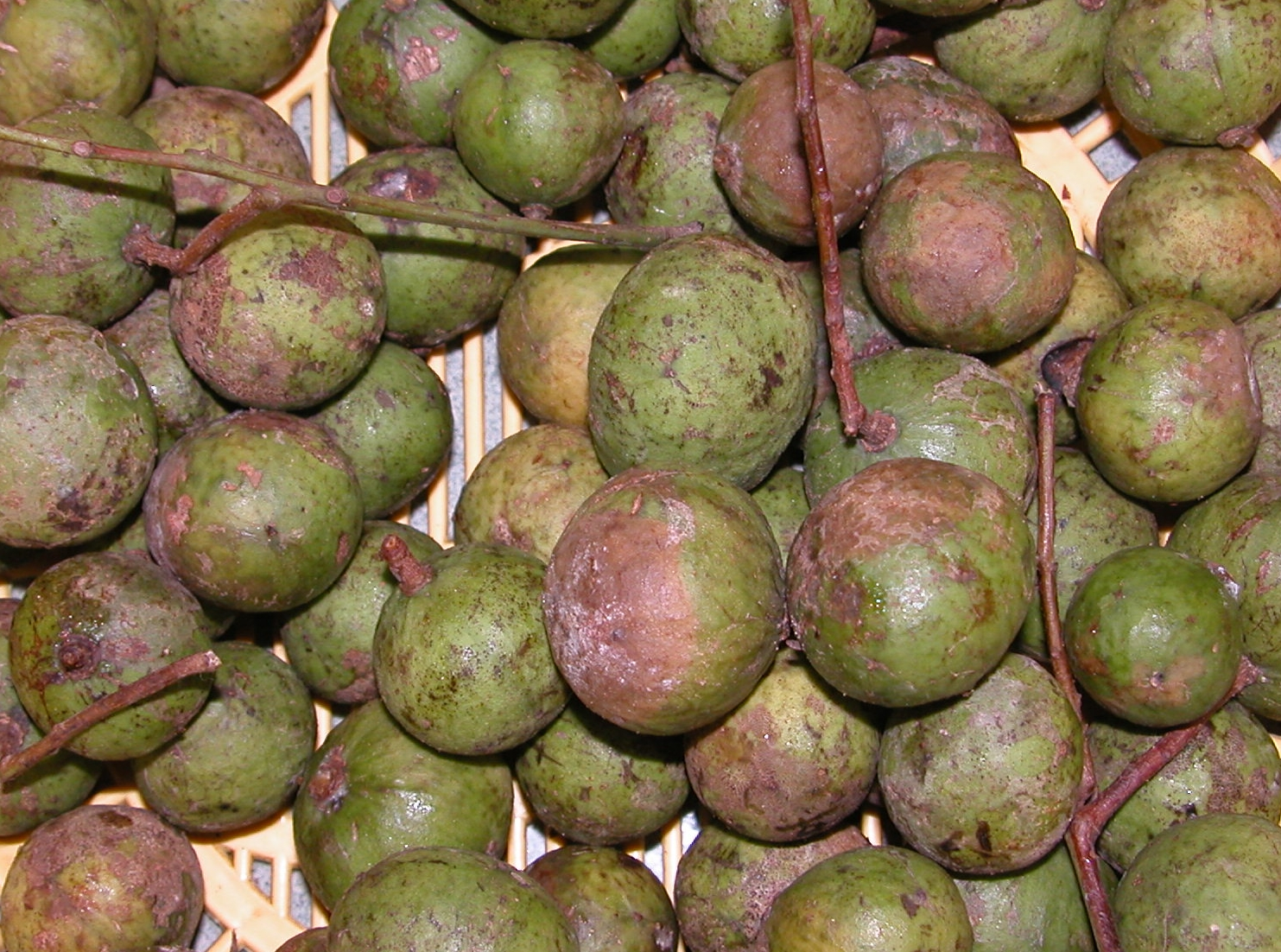
Плоды Dracontomelon duperreanum

Листья сложные, непарноперистые; листочки обычно цельнокрайние, реже мелкопильчатые.
Соцветие метельчатое, пазушное или субтерминальное (то есть находящее около верхушки побега). Цветки пятимерные, обоеполые, с цветоножной. Тычинок десять, по длине они равны лепесткам; тычиночные нити — линейно-шиловидные. Нектарный диск чашевидный, в большей или меньшей степени разделённый на доли. Завязь пятигнёздная, гнёзда — с одним семязачатком; столбиков пять, в своей верхней части они срастаются. Плод — почти шарообразная пятигнёздная костянка c мясистым мезокарпием (средним слоем околоплодника).

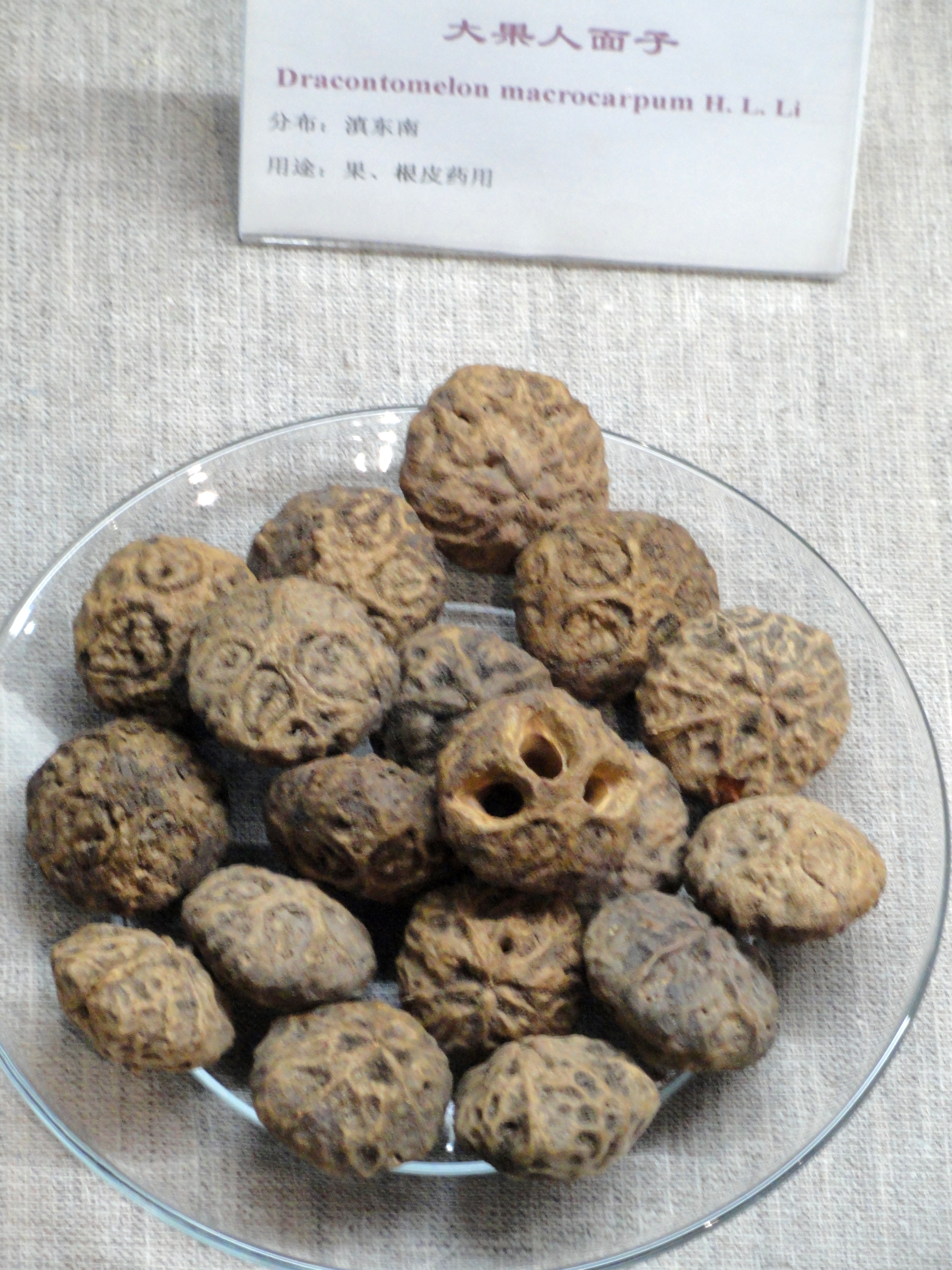
Семена Dracontomelon macrocarpum

Семена — эллиптической формы, с тремя рёбрами.

## Использование
Плоды некоторых видов этого рода, в том числе Dracontomelon dao и Dracontomelon duperreanum, употребляют в пищу во Вьетнаме, Камбодже и Китае. Во Вьетнаме засахаренные плоды Dracontomelon duperreanum — популярное лакомство.
В хозяйственных целях используется древесина Dracontomelon dao.

## Виды
По информации базы данных The Plant List (2013), род включает 9 видов:
- Dracontomelon costatum Blume. Индонезия
- Dracontomelon dao (Blanco) Merr. & Rolfe. Страны тропической Азии (Индия, Индонезия, Камбоджа, Малайзия, Мьянма, Таиланд, Филиппины), а также Папуа — Новая Гвинея и Соломоновы острова
- Dracontomelon duperreanum Pierre. Вьетнам, Китай
- Dracontomelon laoticum C.M.Evrard & Tardieu
- Dracontomelon lenticulatum Wilk.
- Dracontomelon macrocarpum H.L.Li. Китай
- Dracontomelon petelotii Tardieu. Вьетнам
- Dracontomelon schmidii Tardieu. Вьетнам
- Dracontomelon vitiense Engl. Вануату, Западное Самоа, Тонга, Фиджи

По информации базы данных Index Nominum Genericorum Международной ассоциации по таксономии растений (IAPT), типовой вид рода Dracontomelon по состоянию на 2018 год не был назначен.

## Комментарии
1. ↑  Георг Румф (1627—1702) длительное время жил на индонезийском острове Амбон, изучая местную флору и фауну.